# Northaw
Northaw est un village situé dans le comté d’Hertfordshire, en Angleterre.